# Szerenád

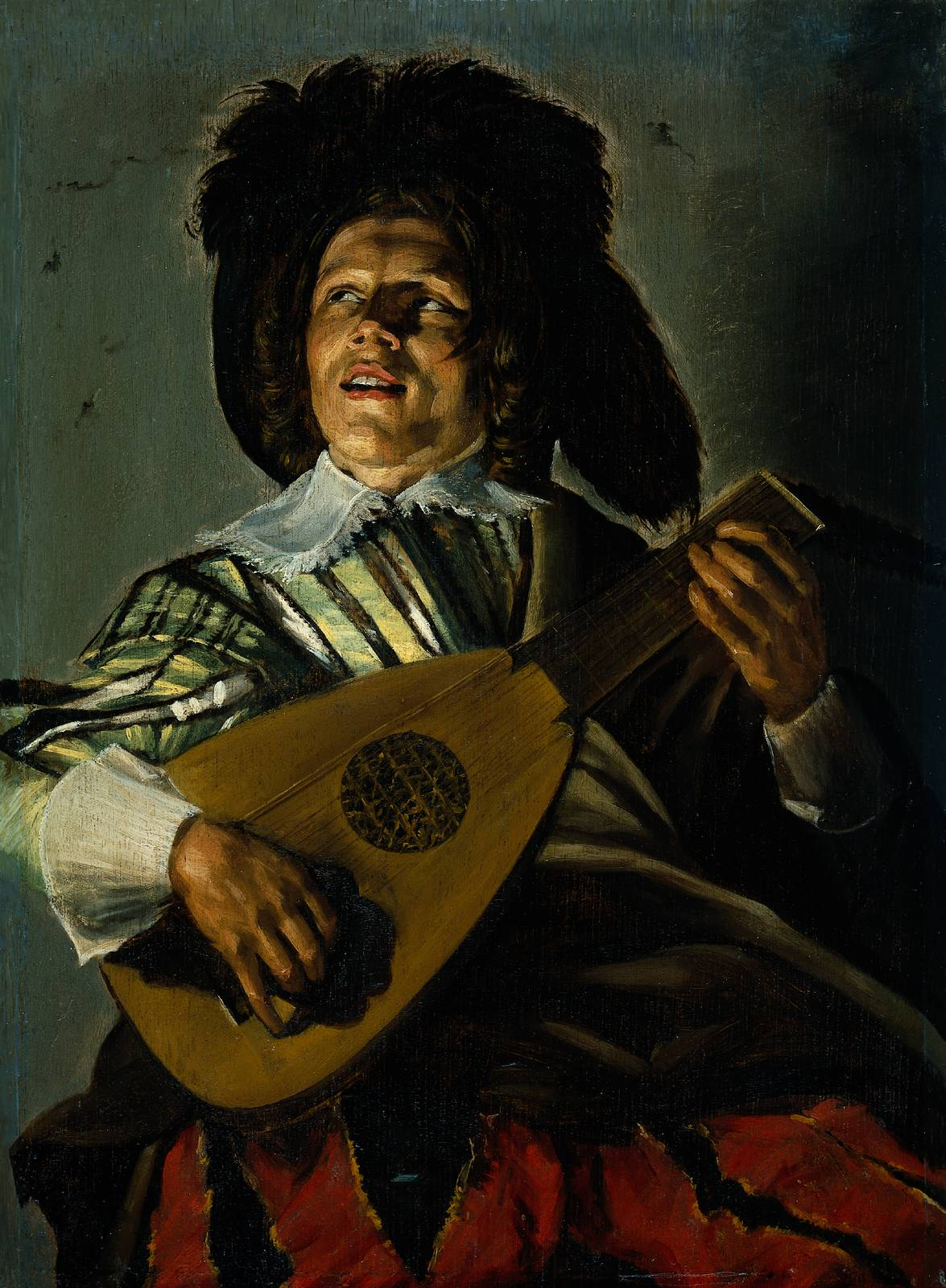
Judith Leyster: Szerenád (Rijksmuseum, Amszterdam)

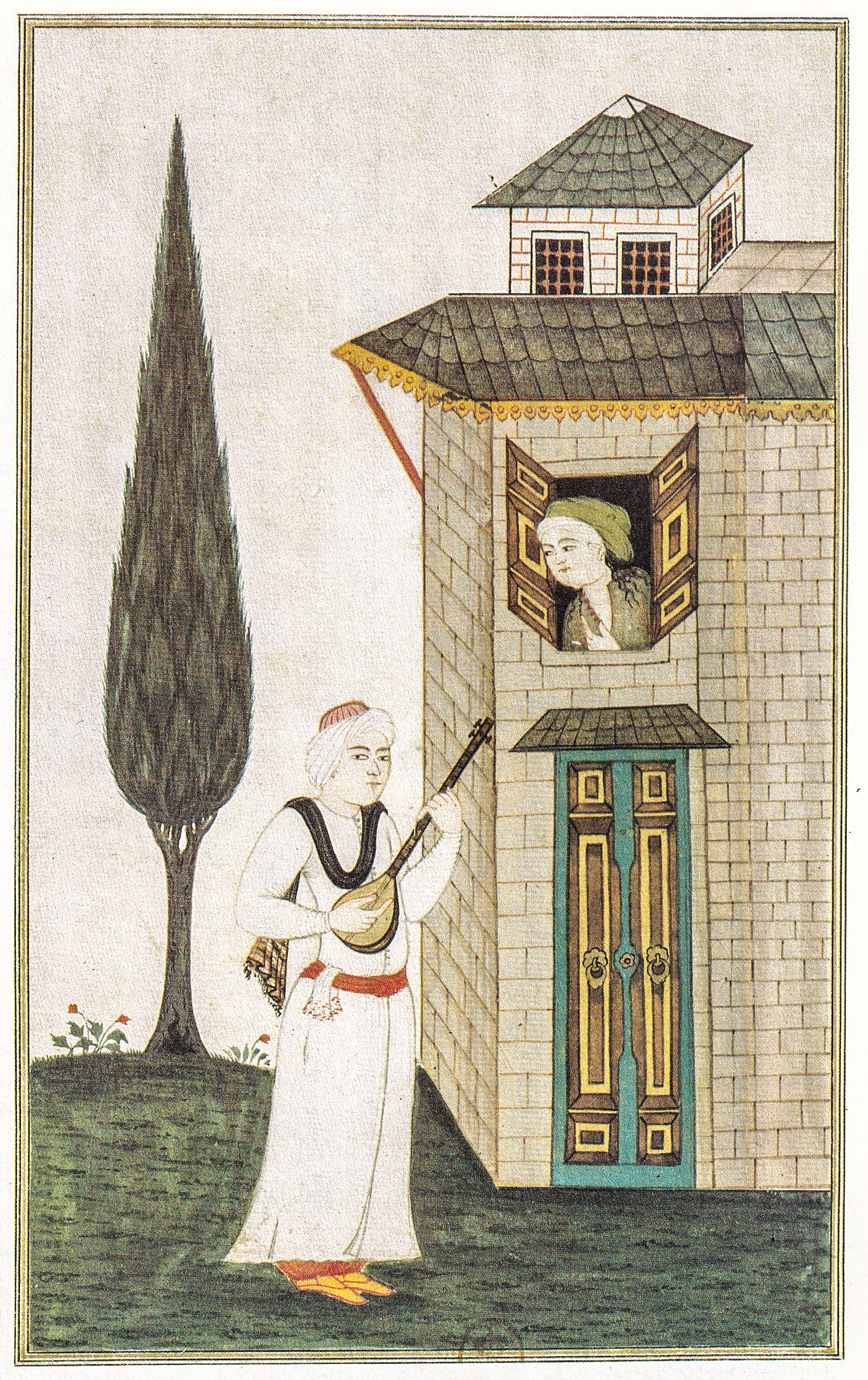
Szerenád az Oszmán Birodalomban, 1688

A szerenád (olaszul és spanyolul: serenata) szó magyarul „éjjeli zenét” jelent. Eleinte kedvelt vokális zenei forma, majd lassanként hangszeres formává alakult át. 

## A szó eredete
Az olasz nyelvből terjedt el; itt a "serenare" szó ('felderít, felvidít') származéka. Az olasz főnév eredeti jelentése "derült idő; nyugalmas éjszaka". Az 'éjjeli zene, muzsika' jelentés kialakulásában az olasz "sera" szó ('est') is közrejátszott, utalásként arra, hogy a derült, nyugalmas éjszakai idő kedvez a szabadtéren való esti, éjjeli zenélésnek. A magyar nyelvbe a 19. század elején a német nyelvből (esetleg a franciából) kerülhetett át.

## Jellemzői
Joseph Haydn és Wolfgang Amadeus Mozart szerenádjaiban többnyire fúvós hangszereket használnak. A szerenádok legtöbbször szabadtéren szólnak. Például: a szerelmesek kedveskednek egymásnak, az iskolától búcsúzó diákok köszöntik volt tanáraikat. A szerenád műfaja ma már többnyire a hangversenytermekbe került, s alkalmazkodik annak méreteihez. A szerenádok művészi formáiban a vonós hangszerek dominálnak. Rendszerint 4-6 tételből állnak. Köztük egy menüett, két lassúbb és két indulószerű dalformából. Az újabb szerzők közül a legismertebbek: Pjotr Iljics Csajkovszkij, Antonín Dvořák, Volkmann Róbert, Fuchs, Brahms, Elgar.